# Belgische federale verkiezingen 2007/Kandidatenlijsten/FN
Dit zijn de kandidatenlijsten van het Belgische Front National voor de Belgische federale verkiezingen van 2007. De verkozenen staan vetgedrukt.

## Brussel-Halle-Vilvoorde

### Effectieven
1. Maryvonne Vermonden
2. Jean-Marie Bricot
3. Anne Houdy
4. Michelle De Groote
5. Georges Duterme
6. Jean-Marie Delers
7. Célestine Maes
8. Paul Verbruggen
9. Monique Urbain
10. Patrick Joos de ter Beerst
11. Todorika Ditcheva
12. Gaston Vangenechten
13. Louis Vanderheyden
14. Denis Chaussier
15. Lucien Pinsart
16. Martine Schoonjans
17. Corinne De Vinck
18. Georges Moret
19. Anne Rimbaut
20. Danielle Clausse
21. Christiane Van Nieuwenhoven
22. Thierry de Looz-Corswarem

### Opvolgers
1. Anne Houdy
2. Jean-Marie Bricot
3. Anne Rimbaut
4. Michelle De Groote
5. Georges Duterme
6. Gaston Vangenechten
7. Danielle Clausse
8. Paul Verbruggen
9. Monique Urbain
10. Patrick Joos de ter Beerst
11. Todorika Ditcheva
12. Thierry de Looz-Corswarem

## Henegouwen

### Effectieven
1. Patrick Cocriamont
2. Denise Walenne-Vander Schueren
3. Alex Quévy
4. Emile Derieux
5. Lucien Duval
6. Betty Rivière
7. Philippe Vlamings
8. Dominique Van San
9. Béatrice Demonceau
10. Anne-Marie Hagon
11. Emile Michaux
12. Gérard Bouhez
13. Nathalie Ghislain
14. Anne Richir
15. Nicolas Altruy
16. Milena Garnicz-Garnicka
17. Marie-Rose Blanchard
18. Patrick Munih
19. Philippe Duquenne

### Opvolgers
1. Daniel Huygens
2. Valentina Melechnikova
3. Emile Michaux
4. France Delsinnes
5. Denise Walenne-Vander Schueren
6. Jeanine Courtois
7. Thony Muzzolon
8. Jérôme Toubeau
9. Marie-Rose Blanchard
10. Georgette Smet
11. Roland Goffin

## Luik

### Effectieven
1. Michaël Bollen
2. Marie Simon
3. Laurent Poussart
4. Brigitte Conrath
5. Armand Durand
6. Suzanne Meulders
7. Auguste Koob
8. Jessica Renson
9. Raphaël Villers
10. Nancy Rommes
11. André Charlier
12. Claudine Van Oosterhout
13. Ernest Bruyère
14. Carine Thomas
15. Joseph Frérard

### Opvolgers
1. Joseph Frérard
2. Marie Simon
3. Laurent Poussart
4. Brigitte Conrath
5. Armand Durand
6. Jessica Renson
7. Auguste Koob
8. Claudine Van Oosterhout
9. Suzanne Meulders

## Luxemburg

### Effectieven
1. Pierre Beneux
2. Suzanne Leroy
3. Jacques Hausemer
4. Ingrid Flossbach

### Opvolgers
1. Suzanne Leroy
2. Jacques Hausemer
3. Ingrid Flossbach
4. Jean-Louis Ottelet
5. Patricia Mencaccini
6. Serge Imbreckx

## Namen

### Effectieven
1. Daniel Canivet
2. Stéphanie Goethals
3. Reggy Szklarwyk
4. Régine Ottelet
5. René Thiébaut
6. Aurore Somme

### Opvolgers
1. Robert Bauw
2. Graziella Meloni
3. Guy Van Ryssel
4. Nicole Romain
5. Christian Janssens
6. Marie-Rose Polet

## Waals-Brabant

### Effectieven
1. Grégory Duquenne
2. Suzanne Lanckmans
3. Romuald Achtergal
4. Frans Janssens
5. Monique Sensier

### Opvolgers
1. Romuald Achtergal
2. Monique Sensier
3. Guy Hance
4. Maryline Leteuil
5. Frans Janssens
6. Suzanne Lanckmans

## Senaat

### Effectieven
1. Michel Delacroix
2. Mireille Salpèteur
3. Charles Petitjean
4. Sonia Bricot
5. Salvatore Nicotra
6. Wendy Bollen
7. Jean David
8. Isabelle Roosens
9. Louis Lovenaer
10. Yvette Dejardin
11. Philippe Descamps
12. Viviane Rolland
13. Franc Willem
14. Catherine Hance
15. Audrey Rorive

### Opvolgers
1. Mireille Salpèteur
2. Salvatore Nicotra
3. Sonia Bricot
4. Jean David
5. Louis Lovenaer
6. Wendy Bollen
7. Viviane Rolland
8. Franc Willem
9. Charles Petitjean